# Gleinalpe
Gleinalpe är ett berg i Österrike.   Det ligger i distriktet Voitsberg och förbundslandet Steiermark, i den östra delen av landet, 150 km sydväst om huvudstaden Wien. Toppen på Gleinalpe är 1 557 meter över havet.
Terrängen runt Gleinalpe är huvudsakligen kuperad, men norrut är den bergig. Närmaste större samhälle är Köflach, 15,0 km söder om Gleinalpe. 
I omgivningarna runt Gleinalpe växer i huvudsak blandskog. Runt Gleinalpe är det ganska tätbefolkat, med 78 invånare per kvadratkilometer.